# Mallory Knox
Mallory Knox est un groupe de rock indépendant et alternatif britannique, originaire de Cambridge, en Angleterre. Il est composé de cinq musiciens et formé en 2009. Après son quatrième album éponyme, le groupe décide de se séparer en 2019.

## Biographie

### Débuts (2009–2012)
Le groupe est formé en 2009 par le guitariste Joe Savins et le batteur Dave Rawling, qui seront rejoints par le chanteur Mikey Chapman, le bassiste Sam Douglas et le guitariste James Gillett. Chaque membre faisait partie d'un groupe local. Le nom du groupe s'inspire d'un personnage du film Natural Born Killers.
Après près de trois mois d'écriture, le groupe commence à jouer à Cambridge vers novembre 2009. Ils publient ensuite leur premier EP, Pilot, enregistré au Studio Glasseye avec le producteur Dan Lancaster (We Are the Ocean, Lower than Atlantis). Le groupe signe avec le label Wolf at Your Door Records et publie l'EP en téléchargement gratuit en juillet 2011. Ils effectuent ensuite une tournée britannique avec Never Means Maybe, et sont sponsorisés par la boisson énergisante Rockstar. Le clip de Oceans atteint la deuxième place sur Scuzz. Plusieurs tournées suivent au premier trimestre 2011.

### Signals(2012–2014)
Le groupe joue au Download Festival en juin 2012 puis soutient entre novembre et décembre, le groupe Canterbury. En 2012, le groupe publie une série de singles au label Wolf at Your Door (dont Death Rattle, Wake Up, Lighthouse, Beggars et Hello) et le 21 janvier 2013, publie son premier album, Signals. Il atteint la 33e place des charts britanniques,. Mallory Knox soutiendra Don Broco lors de leur tournée Priorities entre février et avril 2013. Le groupe effectue sa première tournée britannique en tête d'affiche en avril.
Aux Kerrang! Awards 2013, Mallory Knox est nommé « meilleur nouveau venu britannique » mais perd le prix face à Lower than Atlantis. Le groupe joue au Slam Dunk Festival en mai 2013. En aout, Ils jouent en ouverture au Reading and Leeds Festivals. Le 7 octobre 2013, une version deluxe de Signals est publiée, s'accompagnant de cinq titres bonus. Mallory Knox joue aussi avec Biffy Clyro le 28 octobre à Guildford,. Le groupe embarque dès le 9 novembre 2013 en tournée britannique avec Blitz Kids et Crooks. En décembre la même année, ils jouent avec le groupe de post-hardcore, A Day to Remember, puis aux côtés de Every Time I Die et The Story So Far en février 2014.

### Asymmetry(2014–2016)
En 2014, le groupe annonce au magazine Rock Sound avoir écrit 16 chansons, mais décide d'en écrire 10 ou 11 de plus pour un prochain album prévu dans l'année. En avril 2014, ils jouent au Slam Dunk Festival puis aux Reading and Leeds Festivals en août. Le 30 juin 2014, le groupe publie plus de détails sur son futur album appelé Asymmetry,. La date de sortie est prévue pour le 13 octobre, puis repoussée au 27 octobre. En novembre, ils tournent au Royaume-Uni, jouant deux concerts à guichet fermé à l'Electric Ballroom de Londres.
Au début de 2015, le groupe tourne en Amérique pour la première fois, avec Pierce the Veil et Sleeping With Sirens. Le quintette retourne au Royaume-Uni pour l'édition 2015 du Takedown Festival à la Southampton University. En mai, ils annoncent la sortie de l'album Asymmetry aux États-Unis pour juin. Mallory Knox joue au New Music We Trust Stage à la BBC Radio 1's Big Weekend le 23 mai. En été 2015, Mallory Knox joue à toutes les dates du Vans Warped Tour, et annonce une tournée britannique en tête d'affiche avec Set It Off et The Xcerts, ainsi qu'un concert au Roundhouse. Le 20 janvier 2016, Mallory Knox est annoncé au Slam Dunk Festival.

### Wired(2016-2018)
Le 1er novembre 2016, Mallory Knox publie une nouvelle chanson intitulée Giving It Up, à la BBC Radio 1. Ils annoncent l'album Wired, et sa date de sortie pour le 10 mars 2017. Ils entament ensuite une tournée en tête d'affiche au Royaume-Uni avec Lonely The Brave et Fatherson.
En 2017, ils sortent également deux titres sans album. Le premier, Yellow, est une reprise de la chanson de Coldplay réalisée dans le cadre de la campagne Torch Songs, qui célèbre la musique comme outil pour lutter contre les problèmes de santé mentale. Le deuxième, Sugar, sort le 5 aout 2017 avant leur performance au Reading and Leeds Festival.

### Mallory Knoxet séparation (2018-2019)
Le 14 février 2018, le chanteur Mikey Chapman quitte le groupe. Il a depuis crée un nouveau groupe, Black Sky Research. Le bassiste, Sam Douglas, le remplacera au chant.
Le 19 février 2018, Black Holes, un nouveau titre sort et le groupe annonce travailler sur le nouvel album. Le 15 mai 2019, ils annoncent la sortie de leur album éponyme pour le 16 aout 2019 avec le label A Wolf At Your Door Records et sortent un deuxième single, White Lies.
Le 9 septembre 2019, le groupe annonce sa séparation après leur tournée d'adieu en Angleterre. Celle-ci se termine le 10 octobre 2019, à Bedford.

### Réunion (depuis 2023)
Le 24 décembre 2023, le festival Slam Dunk annonce la venue du groupe pour l'édition 2024, avec le retour de Mikey Chapman au chant.
En mai 2024, ils annoncent également une tournée pour octobre célébrant les dix ans de leur album Asymmetry. 

## Membres

### Membres actuels
- Mikey Chapman - chant
- Sam Douglas - guitare basse, chant
- Joe Savins - guitare électrique, chœurs
- Dave Rawling - batterie
- James Gillett - Guitare rythmique, chœurs

## Discographie
- 2013 : Signals
- 2014 : Asymmetry
- 2017 : Wired
- 2019 : Mallory Knox